# Берёзовый (приток Пыи)
Берёзовый (устар. Большая Пыя) — река на севере России, протекает в Мезенском районе Архангельской области. Длина реки составляет 16 км.
Начинается в обширном, глубоком болоте к северу от истоков Первой Пыи. Течёт в северо-западном направлении по узкой лесистой долине между болот. Устье реки находится в 44 км по левому берегу реки Пыя в берёзово-еловом лесу на высоте 11,3 метра над уровнем моря.

## Данные водного реестра
По данным государственного водного реестра России относится к Двинско-Печорскому бассейновому округу, водохозяйственный участок реки — Мезень от водомерного поста деревни Малонисогорская и до устья. Речной бассейн реки — Мезень.
Код объекта в государственном водном реестре — 03030000212103000050756.